# Giro del Trentino 1983
Il Giro del Trentino 1983, settima edizione della corsa, si svolse dal 2 al 5 maggio su un percorso di 620 km ripartiti in 3 tappe più un cronoprologo, con partenza a Folgaria e arrivo a Trento. Fu vinto dall'italiano Francesco Moser della Gis Gelati-Campagnolo davanti ai suoi connazionali Bruno Leali e Emanuele Bombini.

## Tappe
| Tappa  | Data     | Percorso                                | km  | Vincitore di tappa | Leader cl. generale |
| ------ | -------- | --------------------------------------- | --- | ------------------ | ------------------- |
| Prol.  | 2 maggio | Folgaria > Folgaria (cron. individuale) | 5,5 | Francesco Moser    | Francesco Moser     |
| 1ª     | 3 maggio | Folgaria > Riva del Garda               | 194 | Franco Chioccioli  | Francesco Moser     |
| 2ª     | 4 maggio | Torbole sul Garda > Arco                | 212 | Fons De Wolf       | Francesco Moser     |
| 3ª     | 5 maggio | Arco > Trento                           | 208 | Urs Freuler        | Francesco Moser     |
| Totale | Totale   | Totale                                  | 620 |                    |                     |

## Dettagli delle tappe

### Prologo
- 2 maggio: Folgaria > Folgaria (cron. individuale) – 5,5 km

| Pos. | Corridore       | Squadra        | Tempo |
| ---- | --------------- | -------------- | ----- |
| 1    | Francesco Moser | Gis Gelati     | 6'21" |
| 2    | René Koppert    | Beckers Snacks | a 5"  |
| 3    | Bruno Leali     | Inoxpran       | a 8"  |

| Pos. | Corridore       | Squadra    | Tempo |
| ---- | --------------- | ---------- | ----- |
| 1    | Francesco Moser | Gis Gelati |       |

### 1ª tappa
- 3 maggio: Folgaria > Riva del Garda – 194 km

| Pos. | Corridore          | Squadra  | Tempo    |
| ---- | ------------------ | -------- | -------- |
| 1    | Franco Chioccioli  | Vivi     | 5h02'30" |
| 2    | Silvano Riccò      | Termolan | s.t.     |
| 3    | Antonio Bevilacqua | Malvor   | s.t.     |

| Pos. | Corridore       | Squadra    | Tempo |
| ---- | --------------- | ---------- | ----- |
| 1    | Francesco Moser | Gis Gelati |       |

### 2ª tappa
- 4 maggio: Torbole sul Garda > Arco – 212 km

| Pos. | Corridore        | Squadra    | Tempo    |
| ---- | ---------------- | ---------- | -------- |
| 1    | Fons De Wolf     | Bianchi    | 6h04'30" |
| 2    | Emanuele Bombini | Malvor     | s.t.     |
| 3    | Francesco Moser  | Gis Gelati | s.t.     |

| Pos. | Corridore       | Squadra    | Tempo |
| ---- | --------------- | ---------- | ----- |
| 1    | Francesco Moser | Gis Gelati |       |

### 3ª tappa
- 5 maggio: Arco > Trento – 208 km

| Pos. | Corridore        | Squadra | Tempo    |
| ---- | ---------------- | ------- | -------- |
| 1    | Urs Freuler      | Atala   | 5h04'30" |
| 2    | Pierino Gavazzi  | Atala   | a 1'05"  |
| 3    | Emanuele Bombini | Malvor  | s.t.     |

| Pos. | Corridore        | Squadra    | Tempo     |
| ---- | ---------------- | ---------- | --------- |
| 1    | Francesco Moser  | Gis Gelati | 16h17'31" |
| 2    | Bruno Leali      | Inoxpran   | a 8"      |
| 3    | Emanuele Bombini | Malvor     | a 9"      |

## Classifiche finali

### Classifica generale
| Pos. | Corridore         | Squadra                        | Tempo     |
| ---- | ----------------- | ------------------------------ | --------- |
| 1    | Francesco Moser   | Gis Gelati-Campagnolo          | 16h17'31" |
| 2    | Bruno Leali       | Inoxpran-Lumenflon             | a 8"      |
| 3    | Emanuele Bombini  | Malvor-Bottecchia              | a 9"      |
| 4    | Riccardo Magrini  | Metauro Mobili-Pinarello       | a 19"     |
| 5    | Alfio Vandi       | Metauro Mobili-Pinarello       | a 20"     |
| 6    | Ennio Salvador    | Gis Gelati-Campagnolo          | a 28"     |
| 7    | Sergio Santimaria | Del Tongo-Colnago              | a 33"     |
| 8    | Claudio Savini    | Dromedario-Alan-Sidermec       | a 35"     |
| 9    | Wladimiro Panizza | Atala-Campagnolo               | a 39"     |
| 10   | Franco Chioccioli | Vivi-Benotto-Selle Italia-Puma | a 1'00"   |